# Dnevnik iz Guantanama
Dnevnik iz Guantanama (tudi Mavretanec) je pravna drama iz leta 2021, ki temelji na resnični zgodbi Mohamedouja Oulda Slahija, Mavretanca, ki je bil štirinajst let (od leta 2002 do 2016) brez obtožnice zaprt v zaporu Guantanamo, vojaškem zaporu Združenih držav Amerike. Film je režiral Kevin Macdonald po scenariju M. B. Travena, Roryja Hainesa in Sohraba Noshirvanija, prirejenem po Slahijevih spominih iz knjige Dnevnik iz Guantanama iz leta 2015. Glavno vlogo Slahija igra Tahar Rahim, v stranskih vlogah pa nastopajo še Jodie Foster, Shailene Woodley, Benedict Cumberbatch in Zachary Levi.
Dnevnik iz Guantanama je v ZDA izšel 12. februarja 2021 v produkciji STXfilms. V Združenem kraljestvu, kjer so bili zaradi pandemije COVID-19 zaprti vsi kinematografi, je bila načrtovana kinematografska premiera odpovedana in film je bil zato 1. aprila 2021 premierno predvajan na Amazon Prime Video. Film je prejel mešane odzive. Kritiki so pohvalili Macdonaldovo režijo, kinematografijo in nastope igralcev (zlasti Rahima in Fosterjeve), kritizirali pa so scenarij. Na 78. podelitvi zlatih globusov je film prejel dve nominaciji: za najboljšega igralca v filmski drami (Rahim), Fosterjeva pa za najboljšo igralko v stranski vlogi v filmu. Na 74. podelitvi nagrad Britanske filmske akademije je film prejel pet nominacij, med drugim za najboljši film, izjemen britanski film in najboljšega igralca (Rahim).

## Zgodba
Novembra 2001, dva meseca po napadih 11. septembra, je Mohamedou Ould Slahi v Mavretaniji. Mavretanski policist pove Mohamedouju, da se želijo z njim pogovoriti Američani in Mohamedou se odpravi z njim.
Februarja 2005 francoski odvetnik Emmanuel v Albuquerqueju v Novi Mehiki odvetnici Nancy Hollander pove, da se je na njegovo podjetje v Parizu v imenu Mohamedove družine obrnil odvetnik iz Mavretanije. Mohamedouja družina ni videla, odkar so ga pred tremi leti aretirali, in šele zdaj so v časopisu izvedeli, da ga ZDA zadržujejo v zalivu Guantanamo na Kubi in da je obtožen, da je eden od organizatorjev napadov 11. septembra. Emmanuel prosi Nancy, naj to preveri, ker ima varnostno dovoljenje iz prejšnjega primera in lahko postavi vprašanja, ki jih on ne more. Nancy se strinja, da bo to preverila.
Na mornariški pravni konferenci v New Orleansu mornariški tožilec Stuart Couch od polkovnika Billa Seidla izve za primer Mohamedou, za katerega Seidel želi, da ga Couch prevzame. Seidel pravi, da se je Mohamedou v 90. letih boril za Al Kaido in nato v Nemčiji novačil zanjo, ter da je prav Mohamedou novačil terorista, ki je letalo, na katerem je bil Stuartov prijatelj, strmoglavil v stolp.
Nancy in Teri (njena odvetniška kolegica) odpotujeta v Guantanamo, da bi se srečali z Mohamedoujem. Mohamedou se strinja, da ju bo najel za svoji odvetnici. Stu medtem svoji ekipi naroči, naj pregleda vsa obveščevalna poročila, ki jih imajo, da bi potrdili primer proti Mohamedouju.
Nancy iz Mohamedouvega pisma izve pomembne informacije o njegovem močenju v zalivu Guantanamo, Stu pa si ogleda zapisnik MFR (Memorandum za zapisnik), v katerem je natančno razvidno, kaj se je v zaporo dogajalo. Pismo in poročila govorijo o okrepljenem mučenju in ravnanju, vključno s spolnim napadom na Mohamedouja, ki so ga po ukazu generala Mandela izvajali pazniki v Guantanamu. General Mandel je zaporniku zagrozil tudi z aretacijo in posilstvom njegove matere. Da bi rešil svojo mater, je Mohamedou lažno priznal, da je terorist.
Decembra 2009 Mohamedou na sojenju priča prek video povezave s sodiščem. Marca 2010 Mohamedou prejme pismo, v katerem je obveščen, da je zmagal na sodišču in da ga bodo izpustili na prostost. Prikazano je besedilo, ki nam pove, da bo trajalo še sedem let, preden bo dejansko izpuščen, saj je vlada vložila pritožbo. Njegova mati je umrla leta 2013, zato je ni nikoli več videl. Po 14 letih brez obsodbe so ga leta 2016 končno izpustili.
Na koncu je prikazan posnetek pravega Mohamedouja, ki se vrne v Mavretanijo. Prikazana so besedila, iz katerih izvemo, da Mohamedou danes živi v Mavretaniji in da se je leta 2018 poročil z ameriško odvetnico. Imata majhnega sina Ahmeda, vendar ne moreta živeti skupaj kot družina in upata, da jima bo katera od držav zagotovila zaščito in državljanstvo. Nancy in Teri sta še vedno odvetnici, ki se borita proti nepravičnosti, in na posnetku vidimo, kako jima Mohamedou podarja ogrlici z njunima imenoma v arabščini.

## Igralska zasedba
- Tahar Rahim kot Mohamedou Ould Slahi
- Jodie Foster kot Nancy Hollander
- Shailene Woodley kot Teri Duncan
- Benedict Cumberbatch kot Lt. Colonel Stuart Couch
- Zachary Levi kot Neil Buckland
- Saamer Usmani kot Arjun
- Corey Johnson kot Bill Seidel
- Denis Menochet kot Emmanuel
- David Fynn kot Kent

## Produkcija
Film je bil prvič napovedan novembra 2019. Pogodbo za režijo je podpisal Kevin Macdonald, v glavnih vlogah pa so nastopili Benedict Cumberbatch, Jodie Foster, Tahar Rahim in Shailene Woodley. Decembra 2019 se je igralski zasedbi filma pridružil še Zachary Levi.
Film je bil na začetku razvoja v izvirniku znan kot Guantánamo Diary, med produkcijo kot Prisoner 760, v post-produkciji pa so ga označili kot film brez naslova. Novembra 2020 je bilo razkrito, da bo v angleškem izvirniku poimenovan The Mauritanian.

## Izid
Avgusta 2020 je STX Entertainment pridobil pravice za distribucijo filma v ZDA, kjer je bil v kinematografih predvajan 12. februarja 2021, 2. marca 2021 pa je izšel tudi v digitalni obliki.

## Odziv

### Bruto dohodek
Do 1. aprila 2021 je film na domačem trgu zaslužil 835.724 USD, na mednarodnem pa 2.500.000 USD, skupaj torej 3.335.724 USD.
Film je bil izdan sočasno s filmi Judež in črni mesija, Land ter Willy's Wonderland 12. februarja 2021. Dnevnik iz Guantanama je v 245 kinematografih zaslužil 163.789 USD, v štiridnevnem vikendu ob predsednikovem dnevu pa 179.778 USD. V drugem vikendu predvajanja je film v 287 kinematografih zaslužil 137.072 USD, v tretjem vikendu 120.192 USD, kar je 12,3 % manj kot v drugem vikendu, v četrtem vikendu pa 90.004 USD.

### Kritični odziv
Na spletni strani Rotten Tomatoes, ki zbira in povpreči ocene ima ob 209 recenzijah 75-odstotni delež pozitivnih ocen, s povprečjem 6,5 od 10. Soglasje kritikov na spletni strani se glasi: »Dnevnik iz Guantaname se neprijetno generično loteva resnične zgodbe, ki bi bila v drugih rokah lahko navdihujoča, vendar Tahar Rahim s svojim nastopom dvigne raven neenotnega materiala.« Po podatkih portala Metacritic, ki je zajel ocene 30 kritikov in izračunal tehtano povprečno oceno 54 od 100, je film prejel »mešane ali povprečne ocene«.
Leaf Arbuthnot je za Tatler film opisal kot "odličen", pri čemer je še posebej pohvalil nastop Fosterjeve in Rahima ter ju označil za "brezhibna". The Hindu je pohvalil igralsko zasedbo, še posebej Fosterjevo, češ da je pravniško dramo dvignila na povsem novo raven.

### Priznanja in nagrade
| Nagrada                                    | Datum slovesnosti               | Kategorija                                                                     | Prejemnik(i) | Rezultat    | Skl.   |
| ------------------------------------------ | ------------------------------- | ------------------------------------------------------------------------------ | --- | ----------- | ------ |
| Nagrada AARP za filme za odrasle           | 4. marec 2021                   | Najboljša igralka v stranski vlogi                                             | Jodie Foster | Osvojil/a   | [ 18 ] |
| Filmska nagrada Britanske akademije        | 11. april 2021                  | Najboljši film                                                                 | Adam Ackland, Leah Clarke, Beatriz Levin and Lloyd Levin                                                                | nominiran/a | [ 19 ] |
| Filmska nagrada Britanske akademije        | 11. april 2021                  | Izjemen britanski film                                                         | Kevin Macdonald, Adam Ackland, Leah Clarke, Beatriz Levin, Lloyd Levin, Rory Haines, Sohrab Noshirvani and M. B. Traven | nominiran/a | [ 19 ] |
| Filmska nagrada Britanske akademije        | 11. april 2021                  | Najboljši igralec v glavni vlogi                                               | Tahar Rahim | nominiran/a | [ 19 ] |
| Filmska nagrada Britanske akademije        | 11. april 2021                  | Najboljši prirejeni scenarij                                                   | M.B. Traven, Rory Haines and Sohrab Noshirvani                                                                          | nominiran/a | [ 19 ] |
| Filmska nagrada Britanske akademije        | 11. april 2021                  | Najboljša kinematografija                                                      | Alwin H. Küchler | nominiran/a | [ 19 ] |
| Casting Society of America                 | 15. april 2021                  | Izjemen dosežek pri snemanju- studijski ali neodvisni celovečerni film - drama | Nina Gold, Christa Schamberger (location casting)                                                                       | nominiran/a |        |
| Evropske filmske nagrade                   | 11. december 2021               | Najboljši igralec                                                              | Tahar Rahim | Poteka      | [ 20 ] |
| Zlati globus                               | 28. februar 2021                | Najboljši igralec v filmski drami                                              | Tahar Rahim | nominiran/a | [ 21 ] |
| Zlati globus                               | 28. februar 2021                | Najboljša igralka v stranski vlogi v filmu                                     | Jodie Foster | Osvojil/a   | [ 21 ] |
| Heartland Film                             |                                 | Nagrada za resnično ganljiv film                                               | Kevin Macdonald | Osvojil/a   |        |
| Nagrade kroga londonskih filmskih kritikov | 7. februar 2021                 | Film leta                                                                      | Dnevnik iz Guantanama                                                                                                   | nominiran/a | [ 22 ] |
| Nagrade kroga londonskih filmskih kritikov | 7. februar 2021                 | Režiser leta                                                                   | Kevin Macdonald | nominiran/a | [ 22 ] |
| Nagrade kroga londonskih filmskih kritikov | 7. februar 2021                 | Igralec leta                                                                   | Tahar Rahim | nominiran/a | [ 22 ] |
| Nagrade ženskih filmskih kritičark         |                                 | Najboljši igralec                                                              | Tahar Rahim | nominiran/a |        |
| Nagrade ženskih filmskih kritičark         | Najboljši ženski akcijski junak | Jodie Foster                                                                   | nominiran/a |             |        |